# (15537) 2000 AM199
A (15537) 2000 AM199 a Naprendszer kisbolygóövében található aszteroida. A LINEAR projekt keretében fedezték fel 2000. január 9-én.